# Henryk Piotrowski (sportowiec)
Henryk Piotrowski (ur. 10 maja 1943 w Otwocku) – polski lekkoatleta specjalizujący się w biegach długich oraz przełajach.
Dwukrotny uczestnik mistrzostw Europy – Budapeszt 1966 (odpadł w eliminacjach biegu na 5 km) i Helsinki 1971 (23. miejsce na 10 km). Wielokrotny medalista mistrzostw kraju w biegach długodystansowych. Dwadzieścia jeden razy reprezentował Polskę w meczach międzypaństwowych (w latach 1967–1978). Oficer Wojska Polskiego. Bronił barw warszawskiej Legii. Po zakończeniu kariery trener. Przez pewien okres, w końcu lat 90. XX wieku, był radnym dzielnicy Ochota.